# Vacanță la mare
Vacanță la mare este un film românesc din 1963 regizat de Andrei Călărașu. Rolurile principale au fost interpretate de actorii Iurie Darie, Alexandru Munte, Alexandru Repan și Melania Cîrje.

## Distribuție
Distribuția filmului este alcătuită din:
- Iurie Darie — Stadion, student bucureștean și chitarist
- Zighi Goldenberg — Stiță, student bucureștean și contrabasist (menționat Alexandru Munte)
- Alexandru Repan — Florin Andreescu, student bucureștean și dirijorul orchestrei studențești
- Melania Cîrje — Irina, studentă timișoreană
- Ileana Sandu — Anca, studentă timișoreană
- Ana Széles — Magda, studentă timișoreană (menționată Ana Szeles)
- Ion Finteșteanu — omul cu afișele, asistentul directorului ONT
- Costache Antoniu — directorul ONT, unchiul lui Florin
- Jules Cazaban — pescarul din tren
- Aurel Giurumia — student bucureștean și clarinetist
- Willy Ronea — rectorul Institutului Politehnic București (menționat V. Ronea)
- George Demetru — decanul Facultății de Arhitectură din București
- Constantin Sincu
- Haralambie Boroș — student bucureștean
- Victorița Dinu
- Zoe Anghel Stanca (menționată Zoe Anghel)
- Ștefan Moisescu
- Octavian Teucă
- Emil Sassu
- Haralambie Polizu — recepționerul Hotelului Parc (menționat H. Polizu)
- Puiu Călinescu — pompierul de la Ateneul Român
- Gheorghe Manole (menționat Gh. Manole)
- Gheorghe Șimonca — student bucureștean și pianist-acordeonist (menționat Gh. Simonca)
- Dem Rădulescu — salvamar (menționat Dem. Rădulescu)
- Alexandru Giovani (menționat Al. Giovani)
- Marius Pepino — bucătarul de la Hotelul Parc (menționat M. Pepino)
- Ciupi Rădulescu (menționat C. Rădulescu)
- Gheorghe Nuțescu (menționat Gh. Nuțescu)
- Gioni Dumitriu
- Romel Stănciugel (menționat R. Stănciugel)
- Gioni Dimitriu (menționat Geo Dumitriu)
- Sorin Balaban
- Gheorghe Dumbrăveanu (menționat Gh. Dumbrăveanu)
- Sabin Făgărășanu (menționat S. Făgărășanu)
- Gheorghe Aramă (menționat Gh. Aramă)
- Ștefan Bănică — student bucureștean și cântăreț la muzicuță (menționat St. Bănică)
- Dumitru Dumitru (menționat D. Dumitru)
- Lucian Dinu
- Ion Tudorică
- Zephi Alșec (menționat Zephy Alșek)
- Nicu Simion
- Mircea Constantinescu (menționat M. Constantinescu)
- Paul Sava
- Ion Chițoiu
- Constantin Guțu (menționat C. Guțu)
- Alexandru Lulescu (menționat Al. Lulescu)
- Mircea Gogan (menționat M. Gogan)
- Nicu Constantin (menționat N. Constantin)
- Alexandru Mereuță (menționat Al. Mereuță)
- Ina Otilia Ghiulea (menționată Ina Otilia)
- Romulus Neacșu (menționat R. Neacșu)
- Paul Sbrențea (menționat P. Sbrențea)
- Iolanda Mălineanu

## Primire
Filmul a fost vizionat de 2.780.063 de spectatori în cinematografele din România, după cum atestă o situație a numărului de spectatori înregistrat de filmele românești de la data premierei și până la data de 31 decembrie 2014 alcătuită de Centrul Național al Cinematografiei.